# Lirou (affluent du Lez)
Pour les articles homonymes, voir Lirou.
Le Lirou est une rivière héraultaise, affluent du Lez (Nord de Montpellier), généralement à sec en été, c'est une rivière caractéristique des cours d'eau du Bas-Languedoc, entre plateau calcaire et plaine littorale.

## Géographie

### Source
D'une longueur de 10,8 kilomètres, le Lirou prend sa source dans une grotte, il s'agit d'une exsurgence karstique située sur la commune des Matelles, au nord-ouest du village, à 120 mètres d'altitude. La source du Lirou se situe à quelques centaines de mètres du village médiéval et constitue un exemple intéressant de relief calcaire.

Le Lirou sort d'une grotte, explorée pour la première fois par un étudiant anglais, Twight, (1893, 400 m) puis par Henri Lombard le 22 août 1950 (deuxième siphon). La campagne d'exploration put se prolonger jusqu'en octobre, chose rare vu les pluies d'automne en cette région ; le 8 de ce mois, Henri Lombard est mort, probablement à cause d'une poche de CO2. Une plaque commémorative a été érigée par le spéléo-club et les villageois des Matelles.

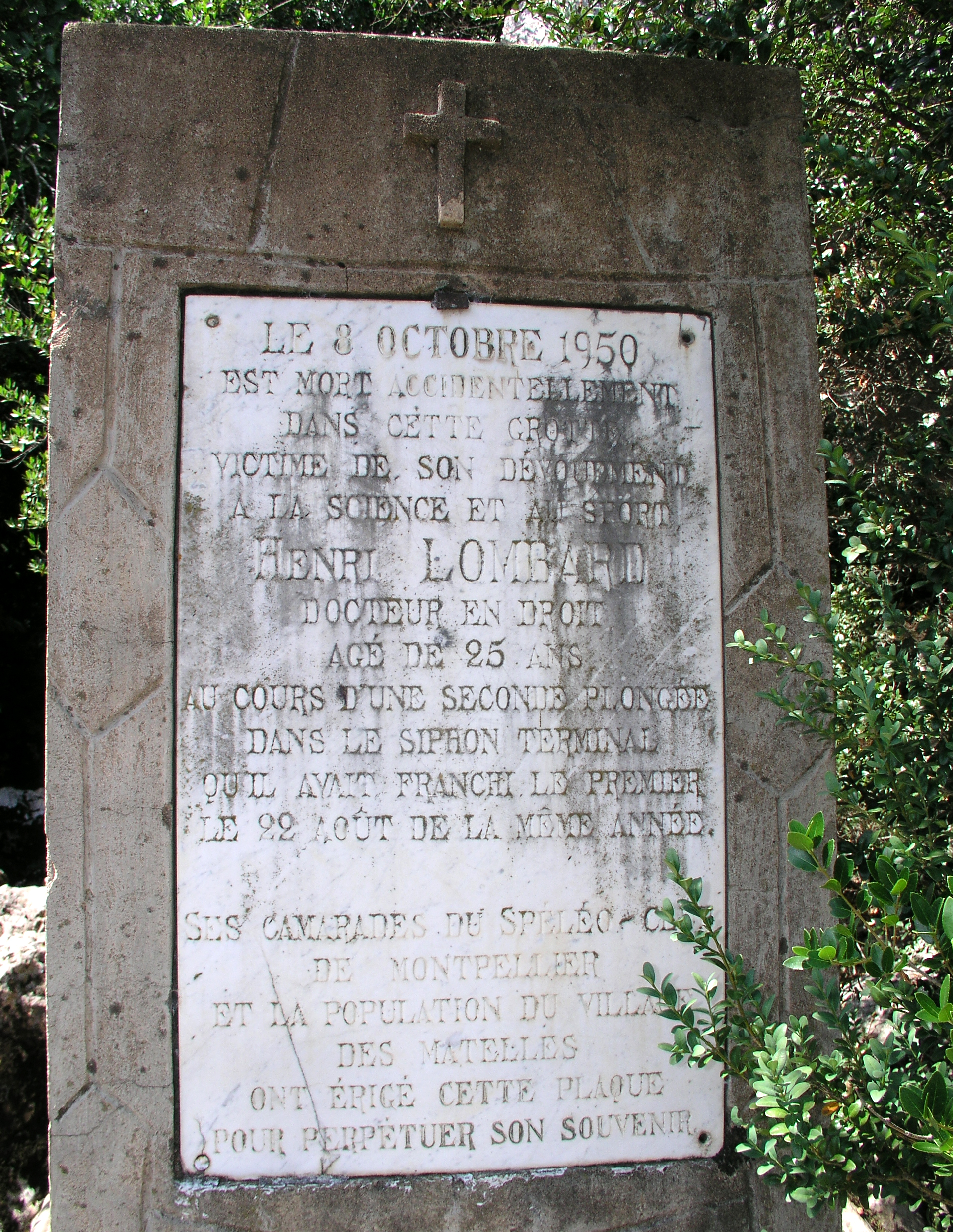
Stèle à la mémoire d'Henri Lombard, source du Lirou (Les Matelles).
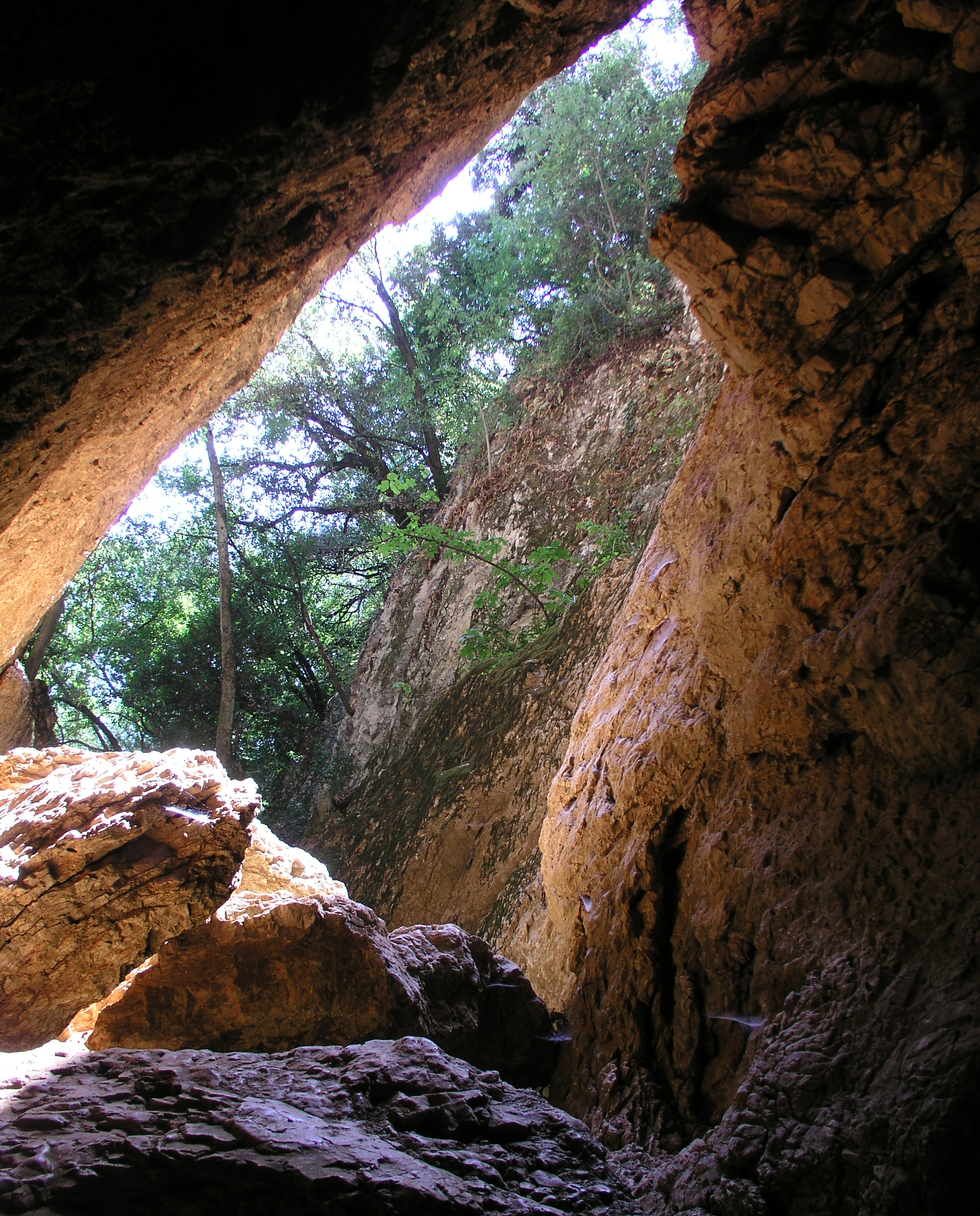
Intérieur de la source du Lirou.
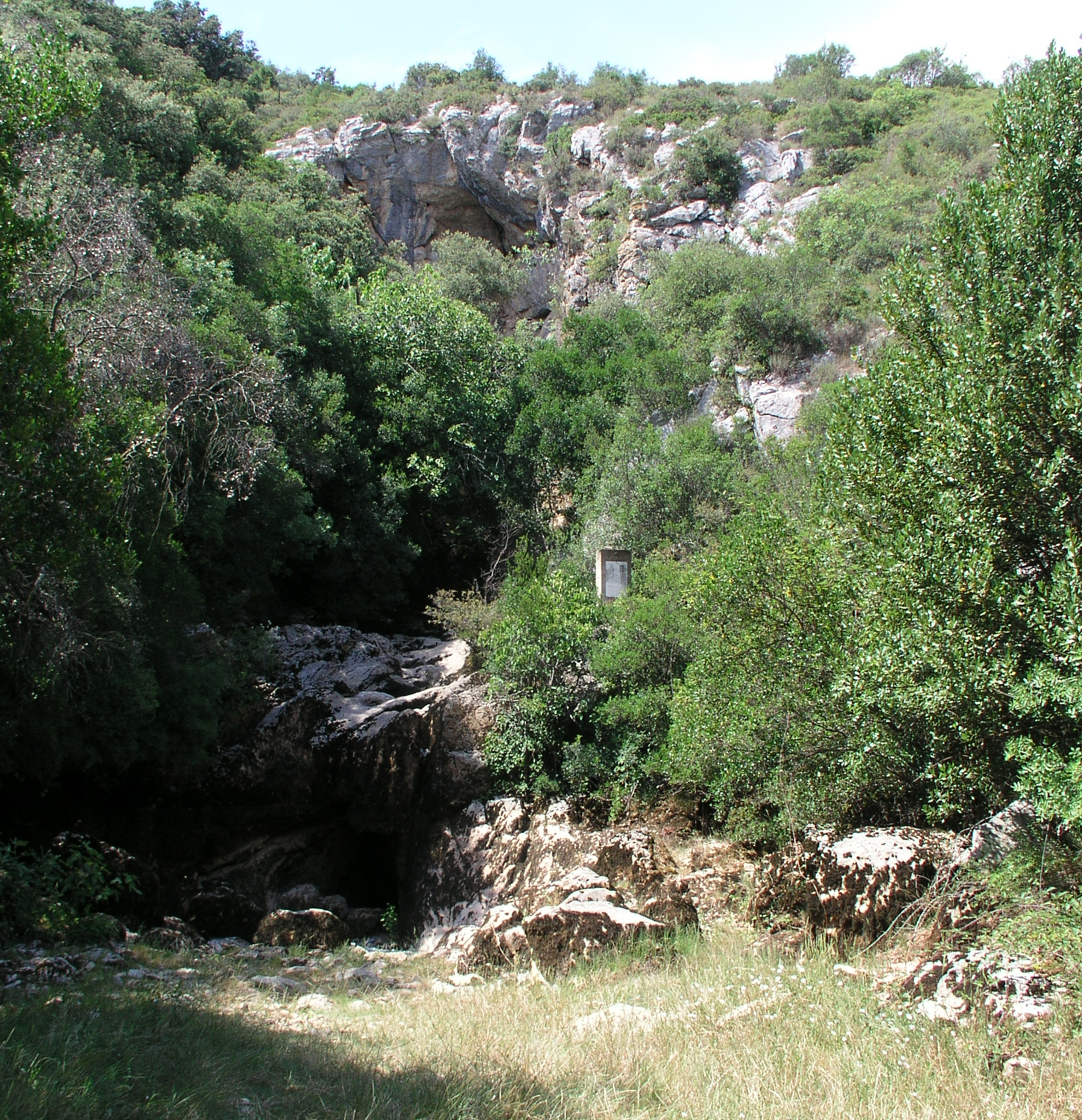
La source du Lirou en été.

### Traversée de la commune des Matelles
Le cours du Lirou est globalement orienté ouest-est ; il serpente dans la plaine des Matelles en direction du village du Triadou. Juste en amont du village, il est rejoint par un premier affluent : la Déridière. Ce cours d'eau intermittent est responsable d'une grande partie du débit lors des pluies violentes ; il charrie également une très grande quantité de pierres.
Le Lirou passe ensuite sous un pont en longeant le vieux village et se situe alors très près de la mairie, dont il cause la destruction lors des crues de 1862.
Quelques kilomètres plus bas, après le confluent avec le Roucayrol, il accède à la plaine du Triadou par un passage entre les serres (collines) de Montalet et de Vias. Un ouvrage remarquable enjambe alors la rivière, lieu très apprécié par les promeneurs matellois : le Pont romain ; c'est en réalité un ouvrage de l'époque romane, mais le nom est resté (on le trouve sur une carte IGN au 1:25000 éditée en 1994). Il est actuellement nommé : Pont des Deux Serres .

### Traversée des communes du Triadou et de Prades-le-Lez
Il contourne alors par le nord les collines où le Lez prend sa source. Le Lirou suit un cours vers le nord-est avant de tracer vers le sud un lit qui le mènera au Lez sur la commune de Prades-le-Lez, au lieu-dit de Moulin Neuf. Durant tout ce parcours, le Lirou permet le maintien d'une réelle flore tempérée composée de feuillus (frênes, saules, aulnes, peupliers) relativement rare en domaine méditerranéen.

### Communes et cantons traversés
Le Lirou traverse quatre communes, d'amont en aval : Les Matelles, Saint-Jean-de-Cuculles, Le Triadou et Prades-le-Lez. L'ensemble de son cours se trouve dans le canton de Saint-Gély-du-Fesc, dans le département de l'Hérault.

### Bassin versant
Le Lirou traverse une seule zone hydrographique Le Lez de sa source à la Lironde (Y320) .

## Affluents
Le Lirou a cinq affluents référencés sur la base Sandre,  eux aussi intermittents, de l'amont vers l'aval :
- la Déridière (rd[note 1]) 5,7 km sur les communes des Matelles et de Cazevieille avec un affluent :
  - le ruisseau des Moines (rd) 1,8 km sur les communes des Matelles et de Cazevieille
- le ruisseau de Roucayrol (rd) 4,1 km sur la seule commune des Matelles.
- le ruisseau de Yorgues ou ruisseau de Saint-Romans (rg) 7,5 km sur les communes de Saint-Jean-de-Cuculles, Le Triadou et Cazevieille.
- Le Terrieu ou ruisseau des Arcs, ou ruisseau de Malembra ou ruisseau du Pas de Peyrolle [note 2](rg) 14,8 km sur quatre communes (Prades-le-Lez, Le Triadou, Saint-Mathieu-de-Tréviers et Valflaunès) et avec sept affluents référencés:
  - Ravin de Labau (rd), 1,8 km.
  - Ravin des Vignes de Labau (rd), 2 km.
  - Le Terrieu (rd), 4,2 km.
  - Ruisseau de la Fontaine de Jeantou (rg), 3,4 km.
  - Ruisseau de Clarensac (rg), 1,9 km.
  - Ruisseau de Cécélés (rg), 6,9 km.
  - Ruisseau de la Croix ou Ruisseau de la Croye[6] (rd), 5,1 km.
- le Rieu Coullon (rg) 3,5 km sur les communes d'Assas, Prades-le-Lez et Saint-Vincent-de-Barbeyrargues.

### Rang de Strahler
Son rang de Strahler est de quatre.

## Hydrologie
Le Lirou est une rivière intermittente.